# Bernhard Wosien
Bernhard Wosien född 19 september 1908, död 29 april 1986, var en tysk dansare, musikpedagog, universitetslärare, koreograf och professor.

## Biografi
Wosien är känd som upphovsman till den internationella dansrörelse som i Sverige kallar sig Heliga danser eller Livets träd (tyska: ”Sakraler Tanz”, engelska: "Sacred Dance"). 
Wosien mötte under sina resor i Europa gamla folkliga ringdanser som gjorde stort intryck på honom. Han kom till new-age-centret i Findhorn 1976 och formade där rörelsemeditationer i form av cirkeldanser laddade med andligt innehåll. Wosien såg dansen som en esoterisk bön, en tillbedjan och ett arbete med gud(innan)s bild i dansarens kropp. Från Findhorn spreds danserna över världen.
Wosien besökte Sverige 1985 och föreläste om "Heliga danser och deras ursprung".
Dottern Maria-Gabriele Wosien arbetade tillsammans med sin far i utvecklingen av Heliga danser och för verket vidare.